# 一方的行為
一方的行為（いっぽうてきこうい、英: unilateral acts、仏: les actes unilatéraux、独: einseitige Akte）とは、単独の法主体あるいは法主体群による、他の法主体の意思からは独立して、特定の法的効果を発生させる旨の意思表示（une manifestation de volonté）であって、法規範がこの意図された法的効果を発生させる場合の行為をいう。このように「一方的行為」とは、通常、「一方的法律行為」（仏: les actes juridiques unilatéraux、独: einseitig Rechtsgeschäfte）を指す。これと区別して、そのような法的効果の発生を意図しない、単なる事実行為は、「一方的行動」（英: unilateral actions/conducts、仏: les comportements unilatéraux）または「一方的措置」（英: unilateral measures、仏: les mesures unilatérales）と呼ばれる。
ここでは、分権的性格を有する国際社会における法、すなわち国際法における一方的行為を述べる。

## 国際法上の一方的行為
一般的に、国際法上の一方的（法律）行為には、次の５つがあるとされている。
- 「抗議」（英: protest、仏: la protestation、独: Protest）

ある状態、状況、行動を自国が合法と受け入れないことを表明し、自国の法的権利を保持する行為をいう。「プレア・ビヘア寺院事件」において、国際司法裁判所は、タイが寺院の地図についてフランス当局との交渉中にいくつかの抗議をする機会があったのにしなかったこと、前内務大臣でシャム王立協会長にあたる人物が寺院を訪れた際にもなんら自国の権原について行動や反応をしなかったことについて、タイが当時の寺院が描かれている地図を受諾したものと見做した（I.C.J.Reports 1962, pp.29-31.）。
その後、2007年から2008年にかけてカンボジアがプレア・ビヘア寺院をユネスコ世界文化遺産に登録したことを契機に両国間で武力衝突が発生したため、2011年4月28日にカンボジアは1962年判決の解釈請求の訴訟を国際司法裁判所に起こした。カンボジアは、1962年判決では自国の領域主権がプレア・ビヘア岬及びプノン・トラップ丘双方にわたると示されたと主張し、これに対してタイは、1962年判決は寺院がカンボジアの領域主権に属すると示したものの、上記地図で示された境界線が両国間の国境線であるとは示していないと争った。裁判所は、2013年11月11日の判決において、1962年判決主文第2段落の「寺院ないしカンボジア領土上にあるその付近」（the Temple, or in its vicinity on Cambodian Territory）という文言は、当時、タイが軍を駐留させていて同判決でその撤退を義務づけられた領域であるプレア・ビヘア岬のことであると判示した（Judgment of the International Court of Justice, 11 November 2013, paras.76-99.）。
- 「承認」（英: recognition、仏: la reconnaissance、独: Anerkennung）

ある状態、状況、行動を自国に対抗力があるものとして受け入れる行為をいう。「東部グリーランドの地位事件」において、常設国際司法裁判所は、ノルウェー外相イーレンが、デンマークとの外交文書の交換の中で「当該問題の解決にいかなる困難ももたらさない」と宣言したことによって、ノルウェーはデンマークの東部グリーンランドの主権を争うことを控える義務があると判示した（P.C.I.J., Series A/B, No.5, 1927, pp.71-73.）
- 「通告」（英: notification、仏: la notification、独: Notifikation）

ある自国の行動や事実を他国に伝え、その他国がそれ以後、その事実について知らなかったと抗弁することをできなくする行為をいう。「漁業事件」において、国際司法裁判所は、ノルウェーはその領海画定に関する法制度を、国際連盟事務総長への覚書、ノルウェー最高裁判所判決、フランスとの外交文書の交換によって広く知らしめていたのであり、イギリスはこれを無視することができなかったとして、イギリスの長期にわたる抗議の欠如及び国際共同体の一般的容認を根拠に、ノルウェーは当該自国法制度をイギリスに対抗させることを許される、と判示した（C.I.J.Recueil 1951, pp.134-139.）。
- 「約束」（英: promise、仏: la promesse、独: Versprechen）

自国が将来の自らの行動について、拘束される意思を表明する行為をいう。国際司法裁判所は、1974年の「核実験事件」において、自国が拘束される明確な意思が公に表明された場合、その宣言は、信義誠実原則に基づき拘束性を有するとした。そして、1974年6月8日のフランス大統領府の声明及び1974年6月10日の在ウェリントン・フランス大使館のニュージーランド外務省宛て書簡（「フランスは地下核実験の段階に移行できる状態になる」(la France sera en mesure de passer au stade des tirs souterrains...)）、1974年7月25日のフランス大統領の記者会見における宣言や1974年9月25日のフランス外務大臣の国連総会での演説など、一連の大気圏核実験停止の諸表明がフランス自身を拘束するとし、これによってオーストラリア及びニュージーランドの請求目的は失われたと判示した(I.C.J.Reports 1974, pp.267-272, pp.473-478.)。これについては、フランスはただ大気圏核実験から地下核実験に移るという政策を述べただけだ、という批判もある（「核実験事件」判決オニエアマ裁判官、ディラード裁判官、ヒメネス=デ・アレチャガ裁判官、ウォルドック裁判官共同反対意見、I.C.J.Reports 1974, p.323; ドゥ・カストロ裁判官反対意見、C.I.J.Recueil 1974, p.375.）。
- 「放棄」（英: waiver、仏: la renonciation、独: Verzicht）

自国が保有する法的権利をこれ以上行使しないものとして捨てる行為をいう。1986年の国際司法裁判所における「ニカラグアにおける軍事的、準軍事的行動事件」の後、ニカラグア政府と米国政府は和解し、ニカラグアは文書によって「ニカラグア政府は関連事件を基にした今後全ての訴訟の権利を放棄することを決定した。」と示した（103 I.L.M.105(1992)）。

## 国際法委員会による法典化作業
国連国際法委員会(International Law Commission; ILC)は、1996年から「国家の一方的行為」に関する慣習法の法典化作業を行ってきたが、委員会では「一方的行為」の定義自体の一致した見解にも至れず、2006年に「指導原則」(Guiding Principles; les principes directeurs)として文書を作成するにとどまった。「法的義務を創設しうる国家の一方的宣言に適用される指導原則」(Guiding Principles applicable to unilateral declarations of States capable of creating legal obligations)である。
その第一原則では、「公に拘束される意思を表明する宣言は法的義務を創設する効果を有する。この行為のための条件が充たされているとき、そのような宣言の拘束力は信義誠実に基礎づけられる。関係国はそれゆえ、それら宣言を考慮に入れることができ、信頼することができる。そのような国家は、その義務が遵守されるよう要求することができる」とする。そして、第三原則で、「そのような宣言の法的効果を決定するためには、その内容、それが行われたときの全ての事実的状況、それが起こした反応を考慮する必要がある」とする。
「指導原則」はこのように、一方的宣言が拘束力を有する条件として、内容、状況、反応という条件を列挙しているが、いかにしてそれらが実現すれば拘束力を有するのかという実現手段についてなんら言及していない、という批判もある。

## 一方的（国内）措置の対抗力
山本草二東北大学名誉教授（元国際海洋法裁判所判事）は、国際関係が急激に変化した際、国際法の欠缺（lacunae）が生じ、その分野で行われる国際公序の保護を目的とした緊急の一方的国内措置は、合法、違法を問うことはできずに、正当か不当かを争うしかないとする。そして、そのようにして正当だと認められた一方的国内措置が実効性（les effectivités）を集積したとき、相手国に対する対抗力（opposability）を獲得し、後に、衡平原則（「実定法規の外にある衡平」; equity praeter legem）の働きの中、新たな合意を形成させた場合、実定国際法を補完する、という理論を提示した。
村瀬信也上智大学教授（国連国際法委員会委員）はこの理論を補完して、国際法規が欠缺している場合に加えて国際法規が不明瞭な場合にも同理論が適用されると述べ、また、事前に話し合いを尽くしたり、他の代替手段を模索する等、信義誠実の原則を尽くすという条件を充たす必要があると主張する。
そのようにして対抗力を保有した一方的措置の例としては、米国通商法スーパー301条の適用（現在は米国自身が適用を放棄している）、1991年の湾岸戦争時の多国籍軍の行動、1999年の北大西洋条約機構によるコソボ空爆、公海における一方的漁業制限措置（例えば1893年の「ベーリング海オットセイ事件」）などが挙げられている。
この学説は、大きな議論を引き起こし、多大な影響力を持つに至った。今もなお、その当否の論議が行われている。

## 緊急避難行為
2001年に国連国際法委員会は、実に半世紀をかけて、「国家責任条約草案」（Responsibility of States for International Wrongful Acts）を採択し（特別報告者、James Crawford）、同年、国連総会においてこれに留意する決議がなされた（A/RES/56/83）。その第25条は「緊急避難」（necessity, l'état de nécessité）を規定している。それは次の通りである。
第25条　緊急避難
「次の場合を除くほか、国際義務に合致しない行為の違法性を阻却する理由として、緊急避難は国家により援用されえない。
(a)その行為が、重大かつ切迫した危機に対して、ある不可欠の利益（an essential interest）を保護するために、その国家にとって唯一の手段であること。…」
この「ある不可欠の利益」という文言は、1996年のテキストでは、「その国家の一つの不可欠の利益」（an essential interest of the State）となっていたが、2001年テキストでは「その国家の」(of the State)という文言が削除された。コメンタリーによれば、これは、その国家の不可欠の利益及び国際共同体全体の不可欠の利益(the essential interests of the international community as a whole)も含むものだとされている。この国際共同体全体の不可欠の利益の保護のための緊急避難行為（一方的行為）は、慣習法として成熟しているかは定かではないが、ILCは国際法の漸進的発達として本条を採択したものと考えられる。
同じくILCの「国際組織の責任条約草案」2011年第一読完了テキスト第25条（緊急避難）において（特別報告者、Giorgio Gaja）、文言上、国際組織による国家の不可欠の利益及び国際共同体全体の不可欠の利益を保護するための緊急避難行為が認められている。
これに関して、学説上ではすでに、国家間の合意原則に代わる、「人類の死活的利益」（les intérêts vitaux pour l'humanité）の保護のための「緊急性原則」(le principe d'urgence)あるいは「必要性原則」(le principe de nécessité)が提唱されていた。